# Ressource pulsée
 (mai 2016).

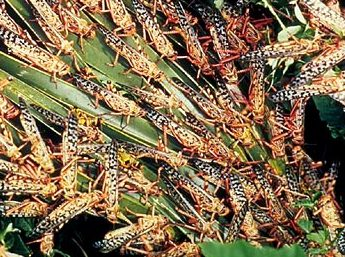
La « surabondance » subite d'un insecte phytophage (ici des criquets pèlerins, dit ravageur) est aussi source de destruction de végétaux, limitée par une prompte réaction des prédateurs quand elle existe, mais avec un laps de temps de retard

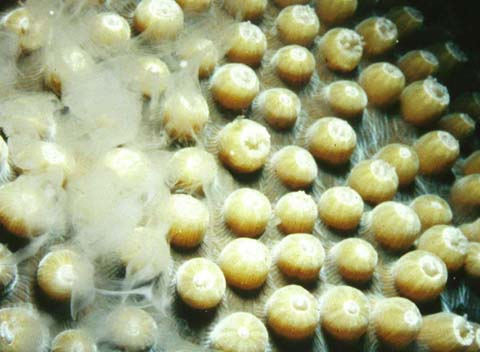
L'émission massive et synchrone et annuelle de milliards de milliards d'ovules et de spermatozoïdes de coraux tropicaux est un exemple de « ressource pulsée » pour de nombreux organismes filtreurs. La photo présente une émission de spermatozoïdes, sous forme d'une laitance blanchâtre dispersée dans l'eau en même temps que le sont les ovules

En biologie et en écologie, une ressource pulsée est une ressource uniquement disponible de manière massive et intermittente.
Les systèmes pulsés sont communs dans de nombreux écosystèmes. 
Ils jouent souvent un rôle majeur voire essentiel dans la dynamique des populations qui consomment les ressources « pulsées ». Ils jouent secondairement aussi (avec un léger décalage temporel) un rôle important pour les prédateurs et éventuellement pour quelques superprédateurs (dynamique prédateurs-proies) de même que pour le cycle des nutriments.

## Spécificités
Chaque apparition de ressource pulsées peut être considéré comme un évènement-clé dans la vie d'un écosystème. 
Elle présente plusieurs points communs avec la notion de perturbation écologique.
Plus le biome considéré est de type « extrême » (milieux désertiques, circumpolaires, océan profond, plus les évènements semblent « chaotiques » et aléatoires, et plus les explosions démographiques d'espèces « extrêmophiles » sont brutales et importantes, souvent assimilables à des invasions biologiques cycliques ; Un exemple ancien est connu est la pullulation cyclique d'acridiens dits « nuisibles ») ou ravageurs en zone aride (l'une des 7 plaies d'Égypte selon les auteurs anciens). D'autres exemples moins connus du public sont les pullulations d'insecte défoliateurs ou de scolytes sur l'épinette ou d'autres arbres de la taïga. Les espèces en cause sont souvent classées comme « nuisibles » car pouvant causer de gros dégâts dans les cultures ou la sylviculture). Cependant, d'un autre point de vue, ces mêmes espèces pourraient en réalité jouer un rôle régulateur important de dans l'écosystème, ne pullulant que quand leurs espèces-hôtes ou leurs ressources alimentaires s'« affaiblissent » faute d'eau ou d'une autre ressource importante. Dans ces cas, les équilibres écologiques semblent moins bien stabilisés que dans les écosystèmes complexes, conduisant à des dynamiques de populations dont les courbes sont « en dents de scie » ou sinusoïdales. La notion de « nuisibilité » et celle de l'importance du rôle stabilisateur des prédateurs sont encore discutées, et font l'objet de nombreux travaux.

## Causes ou origines des «pulsations»

### Sources abiotiques
Le phénomène peut être pour tout ou partie abiotique (ex : formation de la rosée, de brumes se condensant, ou d'orages dans le désert où l'eau est une ressource particulièrement vitale) ; Il est alors réguliers (moussons) ou aléatoire (orages). Remarque : Le caractère absolument « abiotique » de ces pulsations peut être discuté, certaines espèces (algues, arbres) semblant jouer un rôle dans la production de pluie (nucléation des gouttes d'eau) ou le climat (en modifiant l'albédo et par l'évapotranspiration ou une relative « fixation » de l'eau).

### Sources «biotiques»
Le phénomène est souvent clairement d'origine biotique. 
Il est alors dans ce cas souvent lié aux saisons (l'ensoleillement étant lui-même via la température et la lumière une « ressource pulsée » pour les espèces photosynthétiques primaires. Parmi les "impulsions" biotiques, on peut citer la chute programmée de fruits et/ou de feuilles mortes (à l'automne en zone tempérée et de plus en plus étalée sur l'année quand on se rapproche de l'équateur où le cycle des saisons s'estompe puis disparait).
Ces événements particuliers sont caractérisés par une subite et éphémères « surabondance » de ressources (« pulses ») ; Certaines communautés d'espèces en dépendent pour tout ou partie de leur survie et les attendent pour elles-mêmes se reproduire. Les modes d'adaptations des communautés aux « ressources naturelles pulsées » semblent différer (au moins pour partie) selon le type de « patron spatiotemporel » de ces évènements, et notamment selon leur caractère aléatoire (ex : « nuages » de criquets migrateurs) ou au contraire cycliquement réguliers (ex : reproduction annuelle du corail ou émergences massives de certaines cigales) ;
Les consommateurs « hors-sol » dans diverses communautés réagissent souvent fortement et rapidement aux productions de ressources pulsées.
Des ressources pulsées permettent des transferts cycliques d'énergie et de nutriment entre les trois grands compartiments environnementaux que sont schématiquement les écosystèmes hors-sol, l'eau et le sol... avec par exemple :
- une relation de type sol → air : les fructifications cycliques des champignons remontent des nutriments (mais aussi des métaux lourds et radionucléides) du sol ou du bois-mort vers la strate herbacée et l'atmosphère. Ils sont une ressource pour les espèces dites « mycophages ». Un autre exemple est celui des émergences de certaines cigales en Amérique du Nord.
- une relation de type eau → Sol  (ex : émergences d'insectes aquatiques tels que la mouche de mai) ; un cas particulier est celui d'une relation de type mer → eau douce → tête de bassin versant (ex : Quand les saumons meurent par centaines de milliers (autrefois par millions) après la reproduction, au niveau des sources, dans les parties hautes des bassins versants, ils libèrent chaque année dans l'environnement une grande quantité de nutriments rapportés de l'océan, dont du phosphore et du magnésium et de l'iode, qui sans cela manquent, parce que lessivés par les pluies. Lors de leur longue remontée les saumons auront aussi nourri les ours, lynx et d'autres animaux piscivores

En réalité ces cycles sont plus complexes : une partie des nutriments pouvant parfois être recyclés plusieurs fois lors de leur transfert du haut d'un bassin versant vers la mer, notamment via les phytophages aquatiques ou via les insectes dont les larves recyclent les litières subaquatiques de feuilles en décomposition, puis se transforment en imagos qui émergent de l'eau pour se reproduire dans la ripisylve ou d'autres milieux adjacents ; chacune de ces émergences correspond à un transfert de nutriment et d'énergie de la rivière vers les écosystèmes adjacents. Un nutriment peut aussi être « remonté » vers la source (via l'insecte aquatique adulte, ou via une larve qui aurait été mangée par un poisson migrateur remontant vers la source).

## Aspects spatiotemporels desressources pulsées, et liens avec la prédation
On observe dans la nature des phénomènes de synchronisation écologique : par exemple, les mésanges reviennent de migration et pondent au moment où les chenilles pourront le mieux alimenter leurs jeunes (sauf désynchronisation dues au réchauffement climatique faisant que les chenilles apparaissent plus tôt). La mésange joue alors un rôle bénéfique de stabilisateur de l'écosystème.
Dans certains cas les émergences animales sont immédiatement ou presque consommées par des consommateurs/prédateursLdécomposeurs opportunistes ou les attendant (c'est le cas pour les émergences saisonnières de plantes rapidement consommées par des herbivores grands ou petits).
Une ressource pulsée peut en suivre une autre : par exemple une pluie abondante peut déclencher une "surabondance" de plantes qui va à son tour permettre une "surabondance" d'insectes phytophages, laquelle va induire un accroissement du nombre de leurs prédateurs. Une hypothèse est que dans certains cas (chez les arbres notamment), dès que l'eau manque, les plantes émettent des hormones de stress, et se défendent moins contre les parasites et prédateurs. Elles sont alors attaquées par des défoliateurs. Si le manque d'eau se prolonge, après plusieurs années de défoliation éventuellement, ce sont d'autres insectes, xylophages qui viendront les tuer. La nécromasse des végétaux concernés et les excréments  ou excrétats (ex miellat) des pucerons) des phytophages et de leurs prédateurs pourront alors améliorer le sol ou en entretenir la fertilité, sans affecter sa réserve en eau (qui sans cela aurait été vidée par l'évapotranspiration) que la plupart des arbres ne peuvent que partiellement réduire). Ceci limite aussi le risque et l’occurrence des incendies de forêts ou de savane trop fréquents. Dans un contexte de pénurie d'eau, en tuant les champignons et insectes phytophages ou xylophages au moyen de pesticides, les humains aggravent indirectement l'assèchement du sol en permettant que l'évapotranspiration se poursuive et il fragilise les végétaux face à leurs pathogènes, tout en augmentant le risque d'incendie grave. Inversement, certains feux contrôlés (traditionnels en Afrique), tant qu'ils restent peu fréquents, peu intenses et  pratiqués au bon moment pourraient aussi être un moyen de stopper l'évapotranspiration, la cendre jouant alors un rôle d'amendement et de ressource pulsée (pour l'agriculture sur brûlis ou le pâturage), après que le feu ait joué le rôle de désherbage avec l'inconvénient de pouvoir excessivement sélectionner des espèces résistantes au feu et d'alors faire régresser la biodiversité ou appauvrir le sol, ce qui peut avoir d'autres inconvénients.
Dans d'autres cas, les émergences sont si espacées que les prédateurs ne sont pas nombreux au rendez-vous. C'est le cas de certaines cigales (Magicicada spp.) nord-américaines, dont l'émergence a lieu tous les 17 ans. Ce sont alors - après la reproduction - des millions de cadavres tombés au sol après la reproduction qui seront l'impulsions de ressources pour le sol forestier. Dans ce dernier cas, cette impulsion se traduit par un accroissement rapide de la biomasse microbienne du sol, ainsi que par une biodisponibilité accrue d'azote dans les sols forestiers ; S'ensuivent des effets indirects sur la croissance et la reproduction des plantes forestières. Les données scientifiques disponibles suggèrent que les « pulsions » périodiques induites par les émergences et mortalités de cigales créent des « effets en cascade » de type « bottom-up » (du bas vers le haut), qui confirment les liens étroits et réciproques existant entre les réservoirs aériens et souterrains des composants d'un écosystème forestier nord-américain abritant des populations importantes de cigales.
Un phénomène un peu similaire existe avec les pullulations périodiques de locustes en zone aride.

## Géographie de ces impulsions spatiotemporelles, et aspects écopaysagers
De telles ressources apparaissent parfois massivement, mais toujours relativement brièvement et parfois localement dans l'espace. C'est le cas de pluies d'orage dans les régions désertiques, dont la localisation est également aléatoire. La temporalité d'une glandaies de chêne est aléatoire, mais répond à une géographie précise (chênaies et distribution spatiale des chênes), de même pour les remontées de saumons dont la géographie est celle des cours d'eau. La reproduction annuelle des coraux tropicaux dont la semence (milliards de milliards d'ovules et de spermatozoïdes libérés dans l'eau) constitue une source de nourriture pour de nombreuses espèces marines est également liée à leur répartition ; d'un certain point de vue les systèmes de marées et d'inondations régulières (en forêt pluvieuse) sont des « systèmes pulsés », plus ou moins réguliers (ex : marée quasi biquotidienne, mais avec variations liées aux coefficient de marées, qui peuvent se combiner avec un phénomène de surcote)
Ces évènements changent épisodiquement les paysages, de manière très marquée dans les milieux extrêmes (ex : verdissement ou fleurissement brutal et bref de zones désertiques, défoliation périodique de milliers d'hectares d'épinette au nord du Canada, évolutions cycliques des populations de lemmings). Des impacts écopaysagers existent aussi, mais moins marqués en zone tempérée. Les glands de chênes ont des effets positifs sur les dynamiques de populations d'insectes phytophages se nourrissant de glands (ex : Curculio, de la famille des Curculionidés) comme sur celles des écureuils ou des sangliers, mais aussi sur le faciès de la régénération naturelle forestière après une perturbation écologique. Les impacts écopaysagers de systèmes pulsés semblent être les plus discrets dans les écosystèmes très diversifiés de la forêt équatoriale humide, fortement « tamponnés » par la diversité des espèces et des réponses.
Une agriculture plus durable, et notamment pour l'agriculture bio ; en utilisant mieux les auxiliaires de l'agriculture et en intégrant mieux les dynamiques de « systèmes pulsés » (les apports d'eau, d'engrais et de compost ou de bois raméal fragmenté correspondent souvent à des systèmes pulsés artificiels, qui peuvent doper les espèces-cibles, mais aussi des espèces considérées comme "nuisibles" si mal maitrisés).
- des enjeux de gestion des ressources halieutiques et cynégétiques existent aussi (ex : démographie cyclique du lapin ou du lièvre contrôlée par des pathogènes (Fièvre hémorragique virale ou myxomatose) dans des paysages où les principaux prédateurs carnivores (grands prédateurs, mésoprédateurs) ont souvent disparu ;
- des enjeux de sécurité sanitaire, dont pour la gestion et meilleure compréhension des maladies émergentes chez l'homme ou l'animal (zoonoses).

Les écologues cherchent ainsi à comprendre et modéliser ces évènements pulsés et leurs conséquences écologiques. 
Certains voient même là un moyen de peut-être pouvoir unifier deux grandes « théories de la biodiversité » et de l’écologie des communautés compétitrices pour une même ressource ; l'une donnant la primauté aux niches écologiques (supposant une compétition locale déterministe) et l'autre considérant les processus aléatoires comme dominants (« théorie neutre de la biodiversité »),. Ceci appelle une autre notion qualifiée de « Stratégies de diapause en environnement stochastique » par le Département "Écologie Évolutive" de l'université de lyon 1
Rôles de la nécromasse dans le recyclage des éléments et de l'énergie : alors que les gros bois-morts tendent à disparaitre ou fortement régresser dans les forêts de plus en plus exploitées, et alors que l'hygiénisme a dans le même temps encouragé l'élimination (parfois légalement obligatoire) par destruction (incinération, équarrissage ou enfouissement) les cadavres animaux et humains (inhumation, crémation), on prive les communautés nécrophages (insectes nécrophages ou du bois mort, vautours, corvidés, etc.) d'une grande partie de leurs ressources alimentaires. En effet, dans l'écosystème, un arbre mort, ou un gros animal mort est une source pulsée et très importante de nutriments essentiels (N, P, K, protéines...), éventuellement de nutriments rares et vitaux (ex : iode très rare dans les écosystèmes terrestres et presque exclusivement rapporté par des animaux marins (excréments de laridés, etc.) ou ayant effectué (comme le saumon ou la civelle) une partie de son cycle de vie en mer). Des pans entiers des réseaux trophiques ont ainsi disparu en quelques siècles ou décennies. Mais depuis la large diffusion par l'homme de contaminants et polluants tels que les métaux lourds ou certains radionucléides (retombées des essais nucléaires, catastrophe de Tchernobyl...) ou des perturbateurs endocriniens, les cadavres peuvent être devenus écotoxiques (notamment ceux d'animaux filtreurs ou situés à la fin de la chaîne alimentaire (prédateurs, superprédateurs), ou d'arbres ayant poussé en étant exposés à la pollution routière ou industrielle.)
Ces phénomènes pourraient interférer avec la fragmentation écopaysagère, en particulier pour le rôle limitant de certains prédateurs (quand leurs corridors biologiques n'existent plus ou sont dégradés, ils mettent plus de temps à trouver la ressource pulsée, retardant l'effet de rétrocontrôle auquel ils participent).